# Kufayr al Wakhyan
Kufayr al Wekhyan este un oraș din Guvernoratul Madaba din nord-vestul Iordaniei.